# Tripp Eisen
Tripp Eisen, pseudonimo di Tod Rex Salvador (29 giugno 1965), è un chitarrista statunitense, ex membro della band industrial metal Static-X nonché dei Dope, Murderdolls, Ego 69, e Teeze/Roughhouse.
In precedenza noto come Tripp Rex Eisen o Rex Eisen, è un conservatore libertario e un fan dell Oggettivismo dell'autrice Ayn Rand (La rivolta di Atlante, La fonte meravigliosa, Antifona), è stato l'unico membro degli Static-X a postare regolarmente nei forum in rete della band.

## Scandalo sessuale
Mentre era un membro degli Static-X, Eisen fu arrestato il 10 febbraio 2005 per aver avuto rapporti sessuali con una minorenne. È stato liberato dopo poche ore di custodia. Solo due settimane dopo, il 24 febbraio 2005, Eisen fu riarrestato in California dai detective di New Jersey per il presunto rapimento e molestie sessuali ai danni di una ragazzina di 14 anni di Sayreville, New Jersey. La polizia di stato del New Jersey ha asserito che Eisen su Internet adescò la ragazza a partire da ottobre 2004. Alla notizia del suo arresto è stato cacciato dagli Static-X. Eisen è stato in prigione per circa 1 anno e mezzo ed è uscito nel 2009.